# Kill la Kill
Kill la Kill (Japans: キルラキル) is een Japanse animeserie uit 2013. Het is de eerste animeserie geproduceerd door Studio Trigger. De studio heeft enkele voormalig medewerkers van studio Gainax in dienst, de studio waar deze medewerkers onder andere Gurren Lagann maakte. De serie was zowel in Japan als daarbuiten een grote hit. Aniplex of America heeft dan ook besloten een Engelse nasynchronisatie voor Kill la Kill uit te brengen.

## Verhaal
Kill la Kill gaat over Ryuko Matoi, een 17-jarig schoolmeisje die op zoek is naar de moordenaar van haar vader. Ze heeft aanwijzingen gekregen dat er mensen op de Honnouji Academy zijn die haar meer kunnen vertellen. Nadat ze al van meerdere Japanse scholen weggestuurd is vanwege overlast besluit ze naar Honnouji te komen waar ze het meteen aan de stok krijgt met Satsuki Kiryuin. Satsuki is de leider van de leerlingenraad, op Honnouji Academy het belangrijkste orgaan. Satsuki staat in de rangorde van de school ver boven de docenten. De leerlingen gaan gebukt onder haar totalitaire regime. Leerlingen die excelleren in bijvoorbeeld sport krijgen van haar een speciale outfit toegewezen die de drager bovennatuurlijke krachten geeft. Deze outfits worden Goku-uniformen genoemd en het aantal sterren op een Goku-uniform geeft aan hoe krachtig de drager is.
Ryuko heeft 1 helft van een magische schaar die ze van haar vader heeft gekregen. Ze is op zoek naar de andere helft en ervan overtuigd dat de moordenaar van haar vader die andere helft heeft. Behalve de schaar heeft Ryuko geen speciale krachten totdat ze Senketsu tegenkomt. Senketsu is een uniform dat uit zichzelf kan bewegen, kan praten en emoties heeft. Hij voedt zich met Ryuko's bloed en in ruil daarvoor krijgt Ryuko bovenmenselijke snelheid en kracht. Ryuko is nu klaar om de moordenaar van haar vader te vinden en de leerlingenraad van Honnouji Academy te verslaan.

## Hoofdpersonen
Ryuko Matoi is de hoofdpersoon in de serie. Ze heeft zwart haar met een oranje highlight aan de voorkant. Ze is stoer, heeft een grote mond en is niet snel bang. Ze heeft haar vader in haar armen zien sterven nadat hij door een onbekende moordenaar neergestoken was. Ze is uit op wraak en wil bovendien de andere helft van de magische schaar vinden die haar vader haar heeft nagelaten. Hoewel Senketsu haar bovennatuurlijke krachten geeft vindt ze het vervelend Senketsu te dragen omdat hij transformeert in een zeer pikant en weinig verhullend uniform.
Senketsu is een levend uniform dat Ryuoko vindt in de ruïnes van haar vaders huis. Wanneer Senketsu transformeert om de bovennatuurlijke krachten aan te spreken krimpt het uniform tot een zeer pikante outfit. Senketsu heeft bloed nodig om te kunnen functioneren wat betekent dat Ryuko uitgeput kan raken tijdens een gevecht omdat Senketsu te veel bloed drinkt. Senketsu heeft een volwassen mannenstem die alleen de drager kan horen. Hij weet niet hoe hij geboren is of waar hij vandaan komt.
Mako Mankanshoku is een naïef en erg energiek meisje dat bij Ryuko in de klas zit. Vanaf de eerste dag heeft ze besloten dat Ryuko haar nieuwe beste vriendin gaat worden. Ze woont in de sloppenwijk rondom de school, de plek waar alle leerlingen zonder Goku uniform moeten wonen van de leerlingenraad. Hoewel Mako geen speciale krachten heeft weet ze Ryuko vaak met woorden te overtuigen om een gevecht aan te gaan. De ouders van Mako besluiten Ryuko in huis op te nemen waardoor Ryuko en Mako vrijwel altijd bij elkaar zijn.
Satsuki Kiryuin is de leider van de leerlingenraad. Ze is de absolute leider van de school en staat ook nog aan het hoofd van een aantal andere Japanse scholen. Ze heeft zoveel macht omdat haar moeder een hoge functie heeft bij het schoolbestuur. Satsuki heeft een relatief zware stem, dikke wenkbrauwen en draagt meestal een wit/blauwe jurk en een lang zwaard. Ze heeft 4 speciale studenten aangewezen die in haar afwezigheid de school runnen. Deze studenten worden de Elite 4 genoemd en zij dragen allemaal een Goku-uniform met 3 sterren.